# Contrazt
Contrazt var ett dansband som bildades i Fridlevstad och Rödeby utanför Karlskrona, Sverige 1982.

## Historik
1986 hade gruppen en hit på Svensktoppen som hette "Har du en vän du kan väcka mitt i natten?". Den låg på svensktoppen i 15 veckor . Bandet medverkade även i Sveriges Televisions Razzel 1986 efter ha kommit in som högsta nykomling på Svensktoppen. Contrazts skivbolag var vid den tiden Mariann Grammofon. 1984–1998 spelade bandet på heltid och turnerade i hela Norden. Man hade ytterligare en svensktoppsplacering 1996 med Ge mig ditt ja. 1994 medverkade bandet i "schlager-SM", det vill säga den alternativa melodifestivalen med låten Innan du går, som sändes i TV 3. Sista spelningen den 12 juni 1998 var i Karlskrona. Då bjöds arrangörer, fan-clubmedlemmar och nöjesproducenter på en nostalgitripp som innehöll höjdpunkter ur bandets karriär.
De aktiva medlemmarna i bandet år 1984–1992 var :
Magnus Arwidson (keyboard, sång),Mattias Ulvhuvud (lead-sång)
Ulf Lundh (lead-sång),
Johan Ulvhuvud (bas, sång), 
Mats Gärdh (gitarr, sång),
Patrik Bertilsson (trummor).